# 流山市立北部中学校
流山市立北部中学校（ながれやましりつ ほくぶちゅうがっこう）は、千葉県流山市にある市立中学校。略称は「北中」、「流北」。

## 教育方針

### 学校教育目標
主体的に表現・活動し、心豊かで誇りある人間の育成

### 目指す生徒像
「まじめに楽しく心あわせて」
1. 健康で気力あふれる生徒
2. 礼儀正しく、思いやりのある生徒
3. 学び合う生徒

## 学区
- 流山市
  - 富士見台、小屋、南、北、中野久木、平方村新田の全域
  - 富士見台一・二丁目、美原一 - 四丁目、江戸川台東一 - 三丁目、江戸川台西一 - 四丁目
  - 西初石一丁目、上新宿新田、平方の一部

## 交通
- 東武野田線（東武アーバンパークライン）江戸川台駅より徒歩5分

## 出身者
- 船越涼太 - プロ野球選手